# Велике переселення сербів
Велике переселення сербів (серб. Велике сеобе Срба, Velike seobe Srba) — традиційне позначення двох великих міграцій сербів з Османської імперії до Габсбурзької монархії, які відбулися в 1690 і 1740 роках. Переселення сербів були викликані діями турецьких загонів, які репресували християн за їхню допомогу австрійським військам. Дані міграції істотно змінили етнічну карту сучасної Сербії - серби стали меншістю у ряді південних регіонів, але склали значну частину населення у районах сучасної Воєводини.

## Положення сербів в Османській імперії
Через турецьке завоювання сербські землі були сплюндровані, сільське господарство занепало, гірничорудне виробництво практично припинилося. Почався масовий відтік населення за Дунай і Саву, в результаті якого етнічна територія сербів істотно розширилася у північному напрямку. Серби масово переселялися на землі сучасних Угорщини і Хорватії, що тоді були у складі володінь Габсбургів, утворюючи там воєнний стан Граничари. В обмін на військову службу, охорону кордону і участь в боях з турками граничари отримували землю і звільнялися від сплати ряду податків.
При цьому у знелюднілі рівнинні області і, особливо, у південні регіони країни (Косово і Метохію) стали переселятися турки, скотарі-влахи і албанці. Християнське населення було обмежено в цивільних правах. Проте, на відміну від Албанії, Боснії і Македонії, в Сербії іслам прийняла лише невелика частина населення. У цьому головна заслуга належала Печському патріархату, що був поновлений в 1557 році
який в період османського панування грав роль центру національного і культурного згуртування сербського народу. Православна церква, в цілому, зберегла свої привілеї і володіння і як особлива конфесійна спільнота (міллет) користувалася самоврядуванням в культурних і релігійних питаннях, включаючи можливість створювати початкові школи.
Феодальний клас періоду османського панування був представлений практично виключно мусульманами, як турками, так і прийнявшими іслам слов’янами (потурнаки). Основу населення становило залежне селянство — райя, що володіло правом спадкового користування наділами і сплачувало поземельний (харадж) і подушний (джизія) податки султанові, а також різні платежі феодалу. У Південній Сербії та придунайських областях зберігся значний прошарок скотарів-влахов, що мали певні привілеї і займались прикордонною службою. Основна маса селян була прикріплена до землі і не могла покинути її без дозволу місцевого феодала або чиновника.
Православна церква в умовах турецького панування змогла продовжити свою діяльність, однак у набагато важчих умовах. Відразу після підкорення Сербії в містах та фортецях турки вилучали церковні споруди, пристосовуючи їх до потреб мусульман. Будівництво нових церков було заборонено, крім територій Славонії, Банату і Срему куди серби переселялися, рятуючись від гніту турків у Старій Сербії.

## Переселення 1690 року

### Передмова
Розгром турецької армії під Віднем, ряд інших поразок, а також створення проти неї коаліції країн під назвою «Священна ліга» серйозно похитнули становище Османської імперії. Імператорські війська захопили Угорщину, Трансільванію і Славонію. У свою чергу, венеційці оволоділи Афінами, Мореєю і вели бої у Далмації. Побоюючись повстання християн, турецькі чиновники посилили проти них репресії, що, втім, не змогло запобігти в 1688 році масовим виступам в Сербії і Македонії. Сербський сучасник так описував ці події::
|  | І тоді багато сербів перейшло на бік імператора і почали воювати проти турків і гнали їх від міста Будим до великого сербського міста Белграда. |

Восени 1689 року повсталі серби за допомогою військ Габсбургів звільнили майже всю північ Сербії. Після цього австрійці вирішили зробити рейд через Сербію, Македонію і Албанію до Адріатичного моря. 3700 австрійських солдатів під орудою генерала Пікколоміні та сербського військово командувача Павло Деак. На шляху через Сербію вони звільняли міста і села, зустрічаючи підтримку місцевих сербів Крім них до війська приєдналося і певна кількість албанців.
Намагаючись залучити якомога більше сербів на свою сторону, австрійці встановили контакт з патріархом Арсенієм III Черноєвичем, просячи його «заради спільної християнської справи» закликати сербів на загальне повстання. Однак коли патріарх через загрозу розправи з боку турків біг на контрольовану венеційцями територію, він припинив бути потрібним австрійцям. З цього часу вони перестали з ним консультуватися, ставлячи перед фактом тих чи інших своїх рішень.
Австрійським військам і сербським загонам велику допомогу надали гайдуки на півночі Македонії. Там ними керував харамбаша Карпош, під керівництвом якого турки були вибиті з Куманова, Кратова, Кочані і ряду інших населених пунктів. Місцеві жителі вважали Карпош своїм королем. Коли австрійці і серби вступили на територію Македонії, гайдуки приєдналися до них. Спільними зусиллями в жовтні 1689 року була звільнена Скоп'є, а потім Прізрен. Повідомлення про розгром турків викликало нові виступи місцевих жителів і приплив добровольців до австрійців і сербів. У підсумку, наприкінці 1689 року Стамбул втратив контроль над Сербією і Македонією.
Тим часом, туркам вдалося стягнути до Македонії великі сили. Сераскер Реджеп-паша був змінений. Посаду великого візира зайняв Мустафа Чуприлич, який оголосив джихад. Османська армія розбила військо християн у битві при Качаник, причому албанці що знаходилися у складі австрійської армії перейшли на бік турків. Після цього починається відступ християн з Південної Сербії у напрямку Ніша.
У поразці австрійців свою роль зіграла і зміна ставлення до них місцевого населення. Солдати генерала Пікколоміні вели себе не як визволителі, але як нові господарі, плюндруючи місцевих жителів. У міру просування військ в глиб Сербії почастішали грабежі і спалення цілих сіл. Особливе обурення викликало розграбування і спалення Скопь'є а також насильницьке роззброєння ряду сербських і албанських загонів, загальна чисельність яких становила близько 20 000 бійців. У підсумку, серби стали самостійно боротися з османськими загонами, а албанці переходили на бік турків.

### Переселення сербів
Відступ австрійців викликало паніку і масову втечу місцевого населення, багато хто йшов з австрійцями, інші ховалися в горах, болотах, або йшли в ліси, щоб врятуватися від турків. Турецькі війська знову зайняли раніше звільнену християнами територію — Ніш, Белград, Крагуєвац, Скоп'є, Прізрен і ряд інших міст. Відновлення османського ярма супроводжувалося важким руйнуванням країни, грабежами і різаниною.
За пропозицією францисканського ченця Томо Роспасарі австрійський уряд 6 квітня 1690 року запропонував сербам свободу віросповідання, звільнення від податків, право на самоврядування і повагу їх традицій в обмін на продовження боротьби з турками. Патріарх Арсеній Черноєвич особисто отримав листа від імператора з цією пропозицією. Відступаючи разом з масами сербів, влахів та інших християн, він 18 червня 1690 року в Белграді скликав народний Сабор, де обговорювалося отриманий від австрійського імператора лист і зміст відповіді, який у Відень повіз Ісая Джакович. Прийнявши пропозицію імператора Леопольда, серби просили менше прав і привілеїв, ніж їм було обіцяно, однак основну увагу звернули на незалежність церкви, як інституту збереження національної ідентичності.
Відповідь сербів не задовольнила австрійців, які розраховували, що серби, отримавши привілеї, знову візьмуться за зброю, а не стануть переселятися безпосередньо на підконтрольну Імперії територію. Але після довгих роздумів Відень погодився прийняти сербські умови, і 11 серпня 1690 року у своєму зверненні імператор підтвердив обіцяні привілеї для православних зі звільнених від турків територій. Через зусилля католицької церкви австрійська влада не згадала сербів, вже жили у Сремі, Славонії і Хорватії, але після звернення Ісаії Джаковича в текст імператорського звернення були додані і вони.
Тим часом, в день імператорського звернення до православних християн турки завдали австрійцям поразки у Трансільванії. Прагнучи захистити Угорщину від можливого турецького вторгнення, імперські війська залишили Сербію на південь від Дунаю і Сави. Разом з ними пішли й біженці, які накопичилися на переправах у Белграда. Основна хвиля результату сталася в період від взяття турками Ніша 6 вересня до початку облоги Белграда 26 вересня 1690 року.
Точна чисельність сербів що переселилися невідома. За даними самого патріарха Арсенія, разом з ним у володіння Габсбургів пішло понад 30 000 чоловік. У той же час, в історіографії фігурують і куди більші цифри - до 37 000 сімей. Вони осіли на територіях Срем, Бараня і Бачка, частина яких згодом були включені Віднем до складу Військової Границі. В результаті переселення значно зменшилася чисельність сербів в Рашкі, Косові, Метохії та інших регіонах, куди активніше стали переселятися албанці-мусульмани і турки. Сербська православна церква у Старій Сербії опинилася в складному становищі, монастирі сплюндровані, а деякі церкви турки перетворювали на мечеті.

### Подальші події
Варто відзначити, що серед сербів які залишали свої оселі існувала думка, що борючись за Габсбургів, вони, таким чином, наближають визволення своєї Батьківщини і потім зможуть повернутися на землю предків. Також серби-переселенці вважали, що в Австрійській імперії вони отримають особливі землі, свою Патріархію, управління за своїми звичаями. Ці надії в значній мірі згасли після підписання Карловицького договору. Майбутні Граничари не могли і уявити, що вони будуть розкидані по різних землях під орудою німецьких офіцерів і що їм доведеться битися з турками, угорцями і на багатьох інших полях битв Європи.
Спочатку австрійське офіцерство і угорська цивільна влада не довіряли сербським біженцям, побоюючись наявності в їх рядах турецьких шпигунів. У свою чергу, багато сербів не хотіли залишати свої родини на піклування місцевої влади і брали їх з собою на війну. Це робилося не без підстав: аж ніяк не завжди цивільна влада встигали влаштувати побут новоприбулих, а католицька церква докладала всіх зусиль, щоб схилити їх на бік уніатства.
Вищі органи державної влади і впливові сили в імперії Габсбургів по-різному дивилися на «сербське питання». Імператорський двір переживав за безпеку престолу і державних кордонів; Військова рада прагнула набрати якомога більше хороших, але дешевих солдатів; Двірцеву палату цікавили адміністративні та економічні питання; угорська влада і дворянство, як носії угорської національної традиції, ставили питання про свої права і про те, яким буде статус сербів на угорських землях, або на територіях, що знаходяться під їх контролем.
Спустошення османськими військами територій Сербії і Македонії важко відбилися на їх економіці та положенні жителів. У тому ж 1690 році турецькі чиновники зрозуміли масштаб наслідків і спробували компенсувати їх зменшенням податків і прощенням учасників повстання. Але це мало позначилося на загальній ситуації, а загальна кількість що повернулися на контрольовану турками землю було невелике.

## Переселення 1740 року
Будучи союзником Російської імперії, монархія Габсбургів в 1737 році оголосила війну Османській імперії, виконуючи союзницький обов'язок і побоюючись за своє становище на Балканах. Після початку бойових дій імператор Карл VI звернувся до балканських народів з маніфестом, в якому закликав їх підняти повстання проти турків і надавати допомогу його військам. На таємній зустрічі в березні 1737 року Патріярх Арсенія IV Шакабента, кілька єпископів, князів і старійшин вирішили підтримати що вторглися в османські володіння австрійські війська. До них приєдналися також серби з гірських районів Зети і деяка кількість албанців.
Австрійські загони, за підтримки сербських повстанців під орудою Станиші Марковича Млатішуми, рушили на південь Сербії. 28 липня їм без боротьби здався Ніш. У той же день серби звільнили Нові-Пазар. Кнез Атанасов Рашкович з Старі Влаха на чолі загону гайдуків очистив Нові-Варош і Прієполе. Однак на цьому успіхи союзників закінчилися. Австрійське командування не було досить досвідченим і допустило ряд прорахунків, а серби піднялися на повстання не в тих кількостях, як очікували австрійці. Крім того, з початком повстання турки почали жорсткі репресії проти місцевого населення. Ними також був заарештований патріарх Арсенія, пізніше який зумів втекти, і був убитий єпископ Симеон
Зібравши військо, турки завдали контрудару, що показав кращу підготовку і оснащеність, ніж у австрійців і сербських повстанців. З приходом турецької армії в Сербію багато сербів і албанців перестали надавати допомогу австрійцям, побоюючись помсти з боку турків. Незабаром військо Габсбургів було розбите під Відіном. 13 серпня австрійці залишили Нові-Пазар і почали відступ. Разом з ними відступали і серби, частина яких розійшлася по домівках. Незабаром австрійці залишили і Ніш.
На території Сербії турки завдали низку поразок об'єднаним силам Габсбургів і сербів. Після цього патріарх Арсенія Шакабента прибув до Белграда. В середині грудня 1737 він вирушив до Відня. З прибулих з ним біженців австрійці намагалися сформувати полк чисельністю 2000 солдатів, проте не встигли зробити цього. Відступаюча з Сербії армія страждала від постійних атак з боку турків, хвороб і дезертирства. Постачання її погіршувався і було направлено, в першу чергу, на імператорських солдатів, через що серби масово покидали військо. 7 вересня в Белграді був підписаний мирний договір, згідно з яким Габсбурги повертали Порті Белград і прилеглі райони.
Разом австрійським військом яке залишило Белград через Дунай переправлялися тисячі сербів і албанців-католиків, які рятувалися від турецької армії, що розоряли цілі населені пункти. В основному, біженці були розселені в Сремі. Частина сербів, що втекли в 1740 році, разом з деякою кількістю сербів-Граничар на початку 1750-х років переселилася до Російської імперії на територію Слов'яносербії.

## Наслідки
Велике переселення сербів стало однією з ключових подій сербської історії. Воно викликало значні зміни в політичному і громадському житті сербів, а також серйозно змінило етнічні кордони сербського народу. Південна Сербія (Рашка, Косово і Метохія) втратили до того домінуючий сербський компонент. На місце сербів що залишили ці регіони масово переселялися албанці і турки. З цього часу Рашка також отримала турецьку назву Санджак. Менше змінилася етнічна карта Центральної Сербії, однак і звідти йшло на північ сербське населення. Велике переселення призвело до різкого збільшення кількості сербів на територіях Славонії, Бачки, Бараня та Південної Угорщини.
Переселяючи албанців в райони Південної Сербії, Османська імперія всіляко намагалася розпалити антагонізм між ними. Албанці-мусульмани перебували в набагато більш привілейованому становищі, ніж православні серби, що мали при турках мінімум прав. Роблячи ставку на албанців, Порта прагнула зупинити розвиток політичної активності сербів і не допустити серед них зростання визвольної боротьби.
Порта також прагнула обмежити політичну діяльність православного духовенства в Сербії. З першої половини XVIII століття турки стали самі призначати патріархів, які раніше обиралися на церковних соборах і тільки затверджувалися султанськими бератами. Монастирі та церкви плюндрувались мусульманами, почався економічний утиск духовенства. З кінця 1730-х років патріархами стали призначати лояльних Імперії греків, які, в свою чергу, прагнули вести політику еллінізації і просто грабували майно патріархії. В 1766 році була скасована Пецька патріархія, а через рік — Охридська архієпископія, підлеглі Константинопольському патріарху. Це позбавило православне населення Західних Балкан інституту, який раніше був одним з факторів його консолідації.

## В культурі
Епізод великого переселення сербів зобразив на своїй картині сербський художник Пая Йованович.